# Marcel (TV oddaja)
Marcel je televizijska pogovorno-analitična oddaja, ki je predvajana vsak ponedeljek ob 21.05 na 1. programu Televizije Slovenija. Vodi jo Marcel Štefančič.

## Format
Oddaja ima podoben format kot dolgoletna pogovorna oddaja Studio City, ki jo je prav tako ustvarjal Marcel Štefančič. Nova oddaja je okleščena verzija slednje, in je v ponedeljkovem terminu nasledila oddajo Arena. Voditelj sedi na poznanem oranžnem stolu in v 30-minutni oddaji z gosti debatira o aktualnih družbenih, političnih in kulturnih temah.

## Predvajanje
| Sezona | Sezona | Epizode | Začetek sezone  | Konec sezone   |
| ------ | ------ | ------- | --------------- | -------------- |
|        | 1      | 19      | 29. januar 2024 | 17. junij 2024 |
|        | 2      |         | 26. avgust 2024 |                |